# The Suicide Club (1914)
The Suicide Club é um filme de drama mudo produzido no Reino Unido, dirigido por Maurice Elvey e lançado em 1914.